# Ouro Modi
Ouro Modi est une localité et une commune rurale du Mali, chef-lieu d'arrondissement dans le cercle et la région de Mopti.

## Villages
La commune s'étend sur 4 localités relevées lors du recensement général de 2009. 
- Diagani (1 124 habitants)
- Makadjé (1 041 habitants)
- Ouro Modi (981 habitants)
- Daima (182 habitants)